# Niggaz4Life: The Only Home Video
Niggaz4Life: The Only Home Video är en dokumentärfilm från 1992 av gangstarapgruppen N.W.A. Filmen släpptes 2 november 1992 och distribuerades av Priority Records. I filmen visas bakom kulisserna av gruppens musikvideor, konserter, intervjuer och fester. I filmen finns även tre musikvideor från deras album, Niggaz4Life, "Alwayz into Somethin'", "Appetite for Destruction" och "Approach to Danger". Den 8 oktober 2002 släpptes filmen i DVD-format.